# Gregory Bruce Jarvis
Gregory Bruce Jarvis (- 28 de gener del 1986) fou un enginyer estatunidenc que morí durant la destrucció del transbordador espacial Challenger a la missió STS-51-L, on era l'especialista de càrrega.
Rebé un B.S. en enginyeria elèctrica de la Universitat de Buffalo el 1967, i un màster de la mateixa disciplina de la Universitat del Nord-est el 1969. Jarvis s'allistà a les Força Aèria aquell mateix any, i hi serví fins al 1973, quan fou donat de baixa honrosa com a Capità. A partir d'aleshores treballà a Hughes Aircraft, i al juliol del 1984 fou seleccionat com a especialista de càrrega del transbordador espacial.
L'edifici d'Enginyeria Est del campus nord de la Universitat de Buffalo (SUNY) fou reanomenat Jarvis Hall després de la mort de Gregory Jarvis. Els estudiants clavaren el nom "Jarvis Hall" al costat de l'edifici, i el 1987 el nom fou declarat oficial amb una cerimònia de dedicació. La Jarvis Hall està dedicada majoritàriament als serveis de suport de l'enginyeria.
En morir, Jarvis deixà la seva dona Marcia C. Jarvis (nascuda Jarboe) i els seus pares Ellen i Bruce Jarvis.
Jarvis fou interpretat per Richard Jenkins a la pel·lícula de televisió del 1990 Challenger.